# Villa Ducloz-Dianola
Villa Ducloz-Dianola è una dimora signorile situata in via Matteo Civitali, 234 in zona San Marco a Lucca.

## Storia

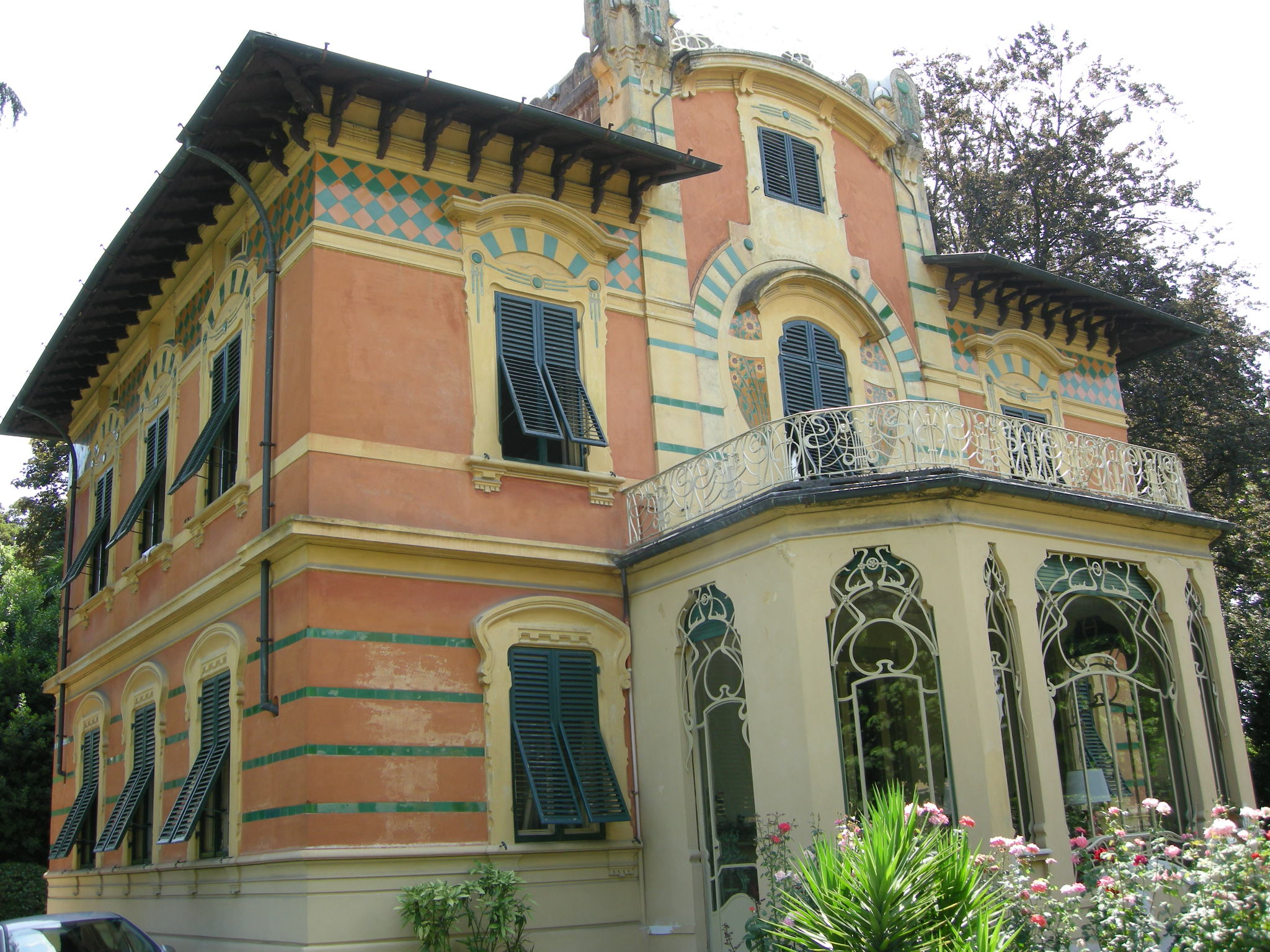
Veduta

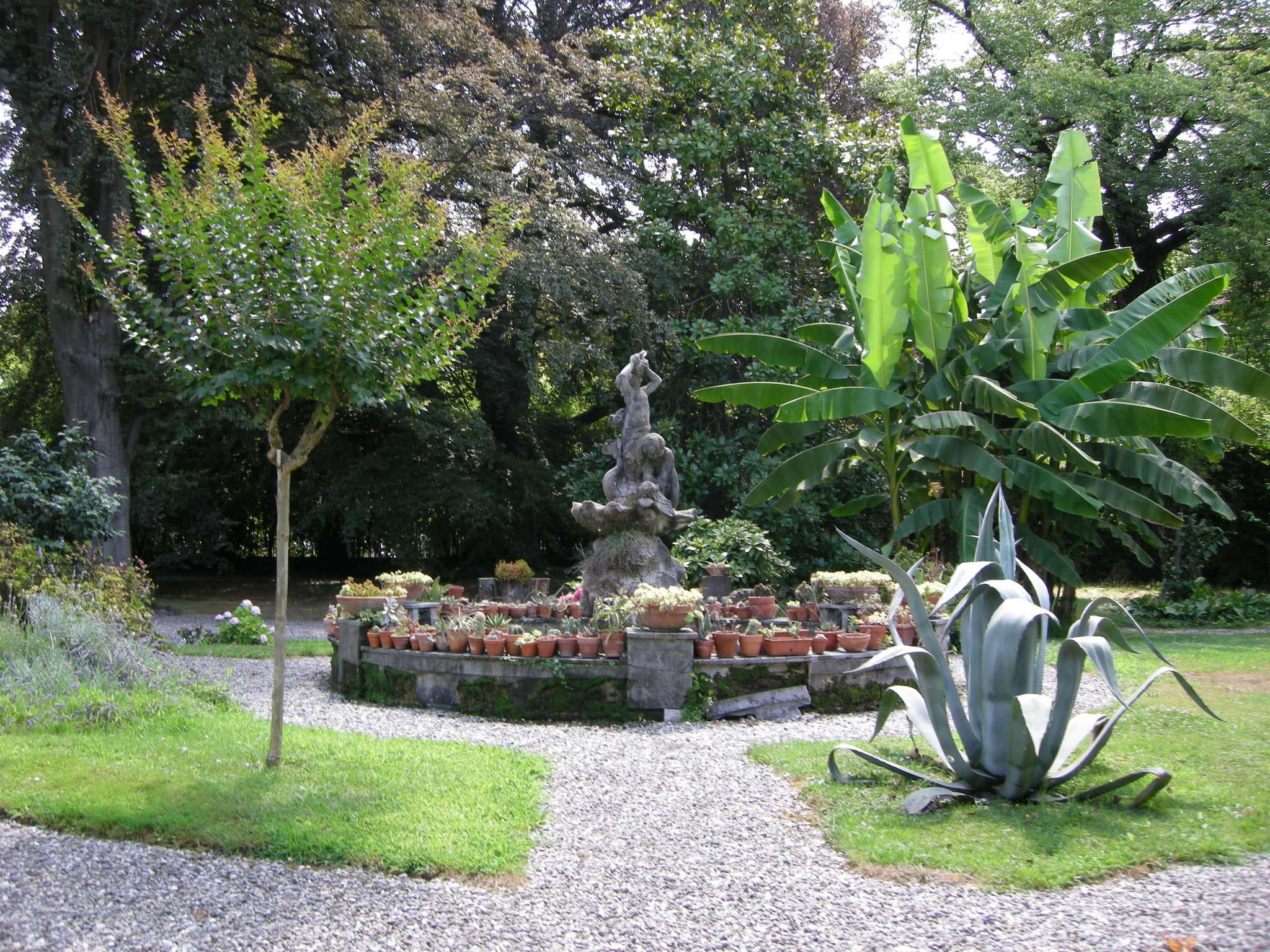
Il giardino

La villa fu progettata dall'architetto Gaetano Orzali su commissione di Luigi Ducloz de Piazzoni nel 1903, come indicato dallo storico lucchese Placido Campetti.
L'architetto Orzali, figlio di Modesto Orzali costruttore di opere murarie, operò in Toscana fino al 1915, in seguito si trasferì a Genova dove aprì uno studio professionale. I progetti realizzati a Lucca risalgono al periodo compreso tra la fine dell'Ottocento e il 1915 circa.
Nel 1910 circa, dell'edificio diviene proprietario Emilio Dianda che nel 1911 chiede il permesso di completare il coronamento in maioliche policrome a motivi romboidali sulle due facciate laterali, in conformità con la facciata principale prospiciente via Civitali, sotto indicazione progettuale dell'arch. Gaetano Orzali. In questo periodo viene anche ampliata la stalla e realizzata la serra posta a est del giardino. Nel 1939 la villa subisce nella parte posteriore un ampliamento su progetto del geometra Aristide Berrettini, commissionato sempre da Emilio Dianda.

## Architettura
Il complesso costituisce uno dei più importanti esempi di architettura liberty conservatosi nella città di Lucca. Di ricca ed elegante configurazione sviluppata su due piani, la villa sorge all'interno di un vasto e rigoglioso giardino, che qualifica con la sua presenza il contesto architettonico delle ville sorte nel primo '900 lungo il viale Civitali, detto per questo anche la via delle Ville, nel quartiere semi-periferico di San Marco, vicino alla cinta muraria.
Principale caratteristica della villa è la presenza, sul fronte ovest, di un corpo verticale che sopraelevato rispetto al tetto del primo piano, e di un corpo avanzato centrale corrispondente alla veranda coperta del piano terra. La veranda di forma esagonale è caratterizzata da due porte d'ingresso laterali e da cinque finestre decorate con motivi floreali in ferro battuto. La copertura è in parte piana e in parte a padiglione con manto di tegole marsigliesi.
Sempre nel prospetto principale, prospiciente via Civitali, al primo piano si aprono due finestre e una porta centrale che mette in comunicazione con la terrazza soprastante il corpo della veranda.
Le finestre sono decorate superiormente con maioliche policrome, come la fascia sottogronda, mentre la porta è contornata da un particolare motivo floreale di gusto franco-belga nella scelta del tema del girasole.
Ai quattro angoli sono posti simmetricamente elementi decorativi mentre il lato ovest è contornato da una ringhiera in ferro battuto.
Gli altri prospetti sono contraddistinti da una serie di finestre allineate e da una porta-finestra sul lato nord del giardino che conduce attraverso un pergolato a un piccolo manufatto con copertura a cupola sostenuta da una serie di colonnine.
Gli elementi architettonici del giardino sono molteplici e tutti di notevole pregio. Nel giardino vegetavano, fino a pochi anni fa, due maestosi alberi monumentali risalenti all'epoca di costruzione della villa. Una delle due piante, una grande Araucaria araucana, morì e venne abbattuta poco prima del 2000. Ancora oggi può vedersi un bellissimo faggio rosso (Fagus sylvatica rubra) di oltre quattro metri di circonferenza.